# Hans Langenfeld
Hans Langenfeld (* 4. Juli 1932 in Kolberg, Provinz Pommern; † 18. Dezember 2022) war ein deutscher Sportwissenschaftler und Sporthistoriker.

## Leben
Nach der Flucht am Kriegsende aus Hinterpommern ließ sich die Familie in Schleswig-Holstein nieder, wo Langenfeld 1952 in Oldenburg in Holstein das Abitur ablegte und ab dem Sommersemester 1952  an der Universität Kiel  Latein, Mathematik und Leibesübungen für das Höhere Lehramt studierte. Nach einem Jahr ersetzte er die Mathematik durch Geschichte. Während des Studiums betätigte er sich als erfolgreicher Ruderer bei der ATV Ditmarsia Kiel.  Nach einer Zwischenstation von einem Jahr an der Universität Wien legte er 1957 das 1. Staatsexamen und 1960 das 2. Staatsexamen ab. Nach zwei Jahren im Schuldienst wurde er Studienrat im Hochschuldienst am Institut für Leibesübungen bei Karl Feige (1962–1964). Dann folgte ein Aufbau- und Promotionsstudium in Alter Geschichte, ehe er 1966 zum Oberstudienrat am Institut für Leibesübungen ernannt wurde. 1969 erfolgte die Promotion in Alter Geschichte.
1970 wurde er auf eine Professur für Leibeserziehung an der Abteilung Braunschweig der Pädagogischen Hochschule Niedersachsen berufen. 1974 erhielt er den Ruf auf den neu geschaffenen Lehrstuhl für Sportwissenschaft/Sportpädagogik an der Westfälischen Wilhelms-Universität Münster. Diese Stelle behielt er bis zu seiner Emeritierung im Jahre 1997. Er war hierbei teilweise auch Dekan der Sportwissenschaftlichen Fakultät. Auch wenn Langenfeld keine sporthistorische Monographie verfasste, so hat er durch eine Vielzahl von Aufsätzen, Editionen und Herausgaben die Sporthistoriographie des 19. und 20. Jahrhunderts bereichert. Sein Nachfolger auf der Professur wurde Michael Krüger (Sportwissenschaftler), der die Tradition der historischen Sportpädagogik fortsetzte.
Langenfeld war Gründungsmitglied des Niedersächsischen Instituts für Sportgeschichte und gehörte seit der Gründung dem Wissenschaftlichen Beirat an (von 1990 bis 2010 Vorsitzender des Beirates als Nachfolger von Arnd Krüger). 2002 wurde er mit der Dr.-Bernhard-Zimmermann-Medaille ausgezeichnet und 2014 in die Ehrengalerie des niedersächsischen Sports des Niedersächsischen Instituts für Sportgeschichte aufgenommen.